# Љуботић
Љуботић је насељено мјесто у сјеверној Далмацији. Припада општини Промина у Шибенско-книнској жупанији, Република Хрватска.

## Географија
Налази се 3,5 км сјеверно од Оклаја.

## Историја
Насеље се до територијалне реорганизације у Хрватској налазило у саставу некадашње велике општине Дрниш. Љуботић се од распада Југославије до августа 1995. године налазио у Републици Српској Крајини.

## Становништво
Према попису из 1991. године, насеље Љуботић је имало 113 становника. Према попису становништва из 2001. године, Љуботић је имао 53 становника. Према попису становништва из 2011. године, насеље Љуботић је имало 35 становника.
| Демографија | Демографија | Демографија |
| Година      | Становника  | Становника  |
| ----------- | ----------- | ----------- |
| 1961.       | 289         |             |
| 1971.       | 230         |             |
| 1981.       | 139         |             |
| 1991.       | 113         |             |
| 2001.       | 53          |             |